# Guadalupe Araceli García Martínez
Guadalupe Araceli García Martínez es una abogada y funcionaria pública mexicana que se desempeña como Subsecretaria de Anticorrupción en la Secretaría de Anticorrupción y Buen Gobierno del Gobierno de México.

## Trayectoria académica
García Martínez cursó la licenciatura en Derecho en la Universidad Autónoma de Coahuila, posteriormente obtuvo una Maestría Internacional en Hacienda Pública y Administración Financiera y Tributaria, con especialidad en Administración Tributaria.

## Trayectoria en el servicio público
García Martínez ha ocupado diversos cargos en instituciones clave del Gobierno de México. Su carrera comenzó en la Secretaría de Hacienda y Crédito Público, donde fungió como directora general de Legislación y Consulta Fiscal y Presupuestaria. Más adelante, asumió la Dirección General de Asuntos Jurídicos en la misma dependencia, donde contribuyó en la elaboración y supervisión de marcos normativos para el fortalecimiento financiero del país.
Posteriormente, trabajó como Directora Jurídica del Instituto de Seguridad y Servicios Sociales de los Trabajadores del Estado, contribuyendo a la regulación de los servicios de seguridad social para los trabajadores del Estado. En el SAT, ocupó el cargo de Administradora General Jurídica, impulsando estrategias para garantizar el cumplimiento de las obligaciones fiscales. También fue Secretaria Técnica de la Secretaría Ejecutiva de Administración del Consejo de la Judicatura Federal (2019-2020).
En el ámbito de la lucha contra la corrupción y la transparencia, García Martínez ha ocupado posiciones estratégicas dentro del gobierno, se desempeñó como Titular de la Unidad de Vigilancia de Fondos y Valores entre 2013 y 2017 y después como subtesorera de vigilancia de recursos y valores en la Tesorería de la Federación entre 2017 y 2018. Su experiencia en la supervisión de fondos públicos y en la detección de irregularidades financieras ha sido fundamental para la consolidación de mecanismos de fiscalización más estrictos.

## Subsecretaría Anticorrupción
A partir de 2025, con la creación de la nueva Secretaría de Anticorrupción y Buen Gobierno impulsada por la presidenta Claudia Sheinbaum Pardo, García Martínez fue nombrada Subsecretaria de Anticorrupción, desde donde apoya a la titular Raquel Buenrostro Sánchez en la coordinación, planeación, ejecución y evaluación de los actos de fiscalización a nivel nacional. Su labor incluye trabajar en estrecha colaboración con la Auditoría Superior de la Federación y los entes fiscalizadores de las entidades federativas. Asimismo, participa en la implementación de herramientas digitales para la detección de irregularidades financieras, así como en el fortalecimiento de la normatividad en materia de rendición de cuentas.